# 이철호 (기업인)
이철호는 노르웨이의 기업인이다.

## 생애
한국전쟁 중 부상을 당하여 노르웨이에서 운영했던 야전병원 노르매시에서 치료를 받게 되었고 그 후 노르웨이로 가게 된다.
노르웨이에서 라면 사업에 뛰어들었고 "Mr.Lee'라는 브랜드로 대성공을 거둔다.